# MTV Unplugged – Summer Solstice
| Críticas profissionais | Críticas profissionais |
| Avaliações da crítica  | Avaliações da crítica  |
| Fonte                  | Avaliação              |
| ---------------------- | ---------------------- |
| Rolling Stone Brasil   | [ 1 ]                  |

MTV Unplugged – Summer Solstice é o quarto álbum ao vivo, e o primeiro em formato acústico, da banda norueguesa A-ha.
O álbum foi lançado em 6 de Outubro de 2017, nos formatos CD, DVD e Blu-Ray, e foi gravado ao vivo no Harbour Hall do Ocean Sound Recordings em Giske, Noruega, nos dias 22 e 23 de Junho de 2017.
MTV Unplugged – Summer Solstice é composto por 21 canções que compõem o set list da banda, entre elas os grandes sucessos do grupo, como “Take On Me”, alguns covers e duas faixas inéditas: “This Is Our Home” e “A Break In The Clouds”.

## Faixas
Todas as faixas produzidas por Lars Horntveth, exceto "Take on Me", que foi produzida por A-ha e Martin Terefe.
| Disco 1 |                                                         |                                           |                             |         |  |
| N.º     | Título                                                  | Compositor(es)                            | Gravação Original (Álbum)   | Duração |  |
| 1.      | "This Is Our Home"                                      | Magne Furuholmen                          | Música Inédita              | 5:05    |  |
| 2.      | "Lifelines"                                             | Furuholmen                                | Lifelines (2002)            | 5:18    |  |
| 3.      | "I've Been Losing You (Ft. Lissie)"                     | Paul Waaktaar-Savoy                       | Scoundrel Days (1986)       | 5:05    |  |
| 4.      | "Analogue (All I Want)"                                 | Waaktaar-Savoy, Max Martin, Furuholmen    | Analogue (2005)             | 4:44    |  |
| 5.      | "The Sun Always Shines on TV (Ft. Ingrid Helene Håvik)" | Waaktaar-Savoy                            | Hunting High and Low (1985) | 4:28    |  |
| 6.      | "A Break in the Clouds"                                 | Waaktaar-Savoy                            | Música Inédita              | 4:54    |  |
| 7.      | "Foot of the Mountain"                                  | Furuholmen, Waaktaar-Savoy, Martin Terefe | Foot of the Mountain (2009) | 5:27    |  |
| 8.      | "Stay on These Roads"                                   | Morten Harket, Furuholmen, Waaktaar-Savoy | Stay on These Roads (1988)  | 6:18    |  |
| 9.      | "This Alone Is Love"                                    | Furuholmen, Waaktaar-Savoy                | Stay on These Roads (1988)  | 6:07    |  |
| 10.     | "Over the Treetops"                                     | Waaktaar-Savoy                            | Analogue (2005)             | 6:43    |  |
| 11.     | "Forever Not Yours"                                     | Harket, Ole Sverre-Olsen, Furuholmen      | Lifelines (2002)            | 4:07    |  |

| Disco 2 |                                        |                                                              |                                           |         |  |
| N.º     | Título                                 | Compositor(es)                                               | Gravação Original (Álbum)                 | Duração |  |
| 1.      | "Sox of the Fox"                       | Waaktaar-Savoy, Bridges                                      | Versão cover da banda Bridges             | 7:18    |  |
| 2.      | "Scoundrel Days (Ft. Ian McCulloch)"   | Waaktaar-Savoy, Furuholmen                                   | Scoundrel Days (1986)                     | 4:56    |  |
| 3.      | "The Killing Moon (Ft. Ian McCulloch)" | Will Sergeant, Ian McCulloch, Les Pattinson, Pete de Freitas | Versão cover da banda Echo & the Bunnymen | 5:55    |  |
| 4.      | "Summer Moved On (Ft. Alison Moyet)"   | Waaktaar-Savoy                                               | Minor Earth Major Sky (2000)              | 5:30    |  |
| 5.      | "Memorial Beach"                       | Waaktaar-Savoy                                               | Memorial Beach (1993)                     | 4:32    |  |
| 6.      | "Living a Boy's Adventure Tale"        | Waaktaar-Savoy, Harket                                       | Hunting High and Low (1985)               | 5:36    |  |
| 7.      | "Manhattan Skyline"                    | Waaktaar-Savoy, Furuholmen                                   | Scoundrel Days (1986)                     | 5:48    |  |
| 8.      | "The Living Daylights"                 | John Barry, Waaktaar-Savoy                                   | Stay on These Roads (1988)                | 5:49    |  |
| 9.      | "Hunting High and Low"                 | Waaktaar-Savoy                                               | Hunting High and Low (1985)               | 5:57    |  |
| 10.     | "Take on Me"                           | Waaktar-Savoy, Furuholmen, Harket                            | Hunting High and Low (1985)               | 4:14    |  |

## Créditos Musicais
A-ha
- Morten Harket – vocais
- Paul Waaktaar-Savoy – violão e back vocals
- Magne Furuholmen – upright piano, Cravo, celesta, violão, flauta e back vocals

Músicos Adicionais
- Lars Horntveth – violão, Ressonador, Guitarra havaiana, Vibrafone, Clarinete baixo e Sax soprano
- Morten Qvenild – upright piano, harpsichord, Harmônio, dulcitono, mandolinette, Auto-harpa e kokle
- Even Ormestad – Baixo acústico
- Karl Oluf Wenneberg – baterias, percussão, bells e Baixo Xilofone
- Madeleine Ossum – violino e back vocals
- Emilie Heldal Lidsheim – viola e back vocals
- Tove Margrethe Erikstad – violoncelo e back vocals

Músicos Convidados
- Alison Moyet – Vocais em "Summer Moved On"
- Ian McCulloch – Vocais em "Scoundrel Days" e "The Killing Moon"
- Lissie – Vocais em "I've Been Losing You"
- Ingrid Helene Håvik – Vocais em "The Sun Always Shines on TV"

## Desempenhos

### Desempenho Comercial
Com relação a vendagem, o álbum debutou na sexta posição da "UK Albums Chart", vendendo 6.982 unidades na semana do seu lançamento, tornando-se, assim, o sétimo álbum da banda amais vendido no Reino Unido.

### Desempenho nas Paradas Comerciais
| Parada Musical (2017)                 | Desempenho |
| ------------------------------------- | ---------- |
| Áustria (Ö3 Austria Top 40)           | 14         |
| Bélgica (Ultratop Flandres)           | 93         |
| Bélgica (Ultratop Valônia)            | 35         |
| Países Baixos (Dutch Charts)          | 98         |
| França (SNEP)                         | 100        |
| Alemanha (Offizielle Deutsche Charts) | 3          |
| Irlanda (IRMA)                        | 50         |
| Noruega (VG-lista)                    | 14         |
| Escócia (Official Scottish Albums)    | 4          |
| Espanha (PROMUSICAE)                  | 76         |
| Suíça (Schweizer Hitparade)           | 20         |
| Reino Unido (Official Albums Chart)   | 6          |

| Parada Musical (2017) | Desempenho |
| --------------------- | ---------- |
| Offizielle Top 100    | 72         |